# Associação Cultural e Desportiva Potyguar Seridoense
Associação Cultural e Desportiva Potyguar Seridoense, ou Potyguar Seridoense, é um clube de futebol brasileiro, com sede na cidade de Currais Novos, no estado do Rio Grande do Norte.
Tem como seus maiores títulos o do Campeonato Potiguar - Série B, conquistados em 2007, 2012 e 2021, além do título da Taça Cidade de Natal, em 2009.

## História
Apelidado de Leão do Seridó, foi fundado no dia 1 de agosto de 1960. Suas cores são vermelho, azul e branco.

### Acesso à primeira divisão
O Potyguar voltou a disputar a elite estadual em 2022, após ser campeão da Segunda Divisão de 2021.

### Rebaixamento em 2024
Em 2024 foi rebaixado para a Segunda Divisão do estadual.

## Títulos
| ESTADUAIS | ESTADUAIS                     | ESTADUAIS | ESTADUAIS        |
|           | Competição                    | Títulos   | Temporadas       |
| --------- | ----------------------------- | --------- | ---------------- |
|           | Taça Cidade de Natal          | 1         | 2009             |
|           | Campeonato Potiguar - Série B | 3         | 2007, 2012, 2021 |

Notas
 Campeão invicto

### Campanhas de destaque
- Vice-Campeonato Potiguar: 2009.[4][5]

## Estatísticas

### Participações
|  | Participações em 2024 |

| Competição          | Competição          | Temporadas | Melhor campanha     | Estreia | Última | P | R |
| Rio Grande do Norte | Campeonato Potiguar | 19         | Vice-campeão (2009) | 1976    | 2024   |   | 4 |
| Rio Grande do Norte | Segunda Divisão     | 5          | Campeão (3 vezes)   | 2007    | 2024   | 3 | – |
| Brasil              | Copa do Brasil      | 1          | 1ª fase (2010)      | 2010    | 2010   |   |   |